# USS Maryland (BB-46)
O USS Maryland foi um couraçado operado pela Marinha dos Estados Unidos e a segunda embarcação da Classe Colorado, depois do USS Colorado e seguido pelo USS Washington e USS West Virginia. Sua construção começou em abril de 1917 nos estaleiros da Newport News Shipbuilding na Virgínia e foi lançado ao mar em março de 1920, sendo comissionado na frota norte-americana em julho do ano seguinte. Era armado com uma bateria principal composta por oito canhões de 406 milímetros montados em quatro torres de artilharia duplas, tinha um deslocamento carregado de mais de 34 mil toneladas e conseguia alcançar uma velocidade máxima de 21 nós (39 quilômetros por hora).
O Maryland teve um início de carreira tranquilo e passou a maior parte do seu período em tempos de paz atuando tanto no Oceano Atlântico quanto no Oceano Pacífico, com suas principais funções consistindo em exercícios de rotina individuais e treinamentos junto com o resto de toda a frota. O navio também realizou algumas viagens diplomáticas para o exterior, incluindo para o Brasil, Austrália e Nova Zelândia. Ele estava atracado em Pearl Harbor na manhã de 7 de dezembro de 1941 quando a base foi atacada pelo Japão, porém foi apenas levemente danificado por duas bombas. Seus danos foram rapidamente consertados e o couraçado foi capaz de voltar ao serviço já em junho de 1942.
O Maryland inicialmente foi colocado em deveres de patrulha e guarda contra quaisquer possíveis incursões japonesas. Em seguida passou a ser usado em funções de bombardeio litorâneo, participando nesta capacidade das campanhas das Ilhas Gilbert e Marshall, Ilhas Mariana e Palau, Filipinas e Ilhas Vulcano e Ryūkyū, incluindo nas batalhas de Tarawa, Kwajalein, Saipã, Golfo de Leyte e Okinawa. Durante estas ações foi atingido em duas ocasiões diferentes por kamikazes. A guerra terminou em 1945 e o navio foi usado para transportar soldados norte-americanos de volta para casa. O Maryland foi descomissionado em abril de 1947 e mantido na reserva até ser desmontado em 1959.

## Características

Arranjo e disposição do armamento principal da Classe Colorado

Foram finalizados em 1916 os trabalhos de projeto para a próxima classe de couraçados da Marinha dos Estados Unidos que seria construída a partir de 1917. Esses novos navios acabaram sendo cópias quase diretas da predecessora Classe Tennessee, com exceção de sua bateria principal, que aumentou de doze canhões de 356 milímetros para oito de 406 milímetros. A Classe Colorado foi a última classe de couraçados estadunidenses no "tipo padrão" a ter embarcações finalizadas.
O Maryland tinha 190,27 metros de comprimento de fora a fora, uma boca de 29,72 metros e um calado de 9,3 metros. Seu deslocamento projetado era de 33 218 toneladas, enquanto o deslocamento carregado chegava a 34 130 toneladas. Seu sistema de propulsão consistia em quatro geradores elétricos alimentados por dois turbogeradores General Electric, com o vapor necessário para os turbogeradores provindo de oito caldeiras Babcock & Wilcox a óleo combustível. Esse maquinário podia levar a embarcação a uma velocidade máxima de 21 nós (39 quilômetros por hora) a partir de uma potência indicada de 29,4 mil cavalos-vapor (21,6 mil quilowatts). Sua autonomia normal era de oito mil milhas náuticas (quinze mil quilômetros) a dez nós (dezenove quilômetros por hora), porém espaços adicionais podiam ser usados em tempos de guerra e ampliavam a autonomia para 21,1 mil milhas náuticas (39,1 mil quilômetros) na mesma velocidade. Sua tripulação era composta por 64 oficiais e 1 241 marinheiros.
Sua bateria principal consistia em oito canhões Marco 1 calibre 45 de 406 milímetros montados em quatro torres de artilharia duplas, duas na proa e duas na popa, em ambos os casos com uma torre sobreposta a outra. A bateria secundária tinha dezesseis canhões calibre 51 de 127 milímetros montados em casamatas individuais espalhadas a meia-nau na superestrutura. A bateria antiaérea era composta por oito canhões calibre 50 de 76 milímetros em montagens individuais. Como era costume para navios capitais do período, o couraçado também foi armado com dois tubos de torpedo de 533 milímetros abaixo da linha d'água, um em cada lateral. O cinturão de blindagem principal tinha entre 203 e 343 milímetros de espessura, enquanto o convés blindado principal tinha uma espessura de 89 milímetros. As torres de artilharia eram protegidas por uma frente de 457 milímetros de espessura, ficando em cima de barbetas com 330 milímetros de espessura. A torre de comando era protegida por placas laterais de 406 milímetros.

## História

### Tempos de paz

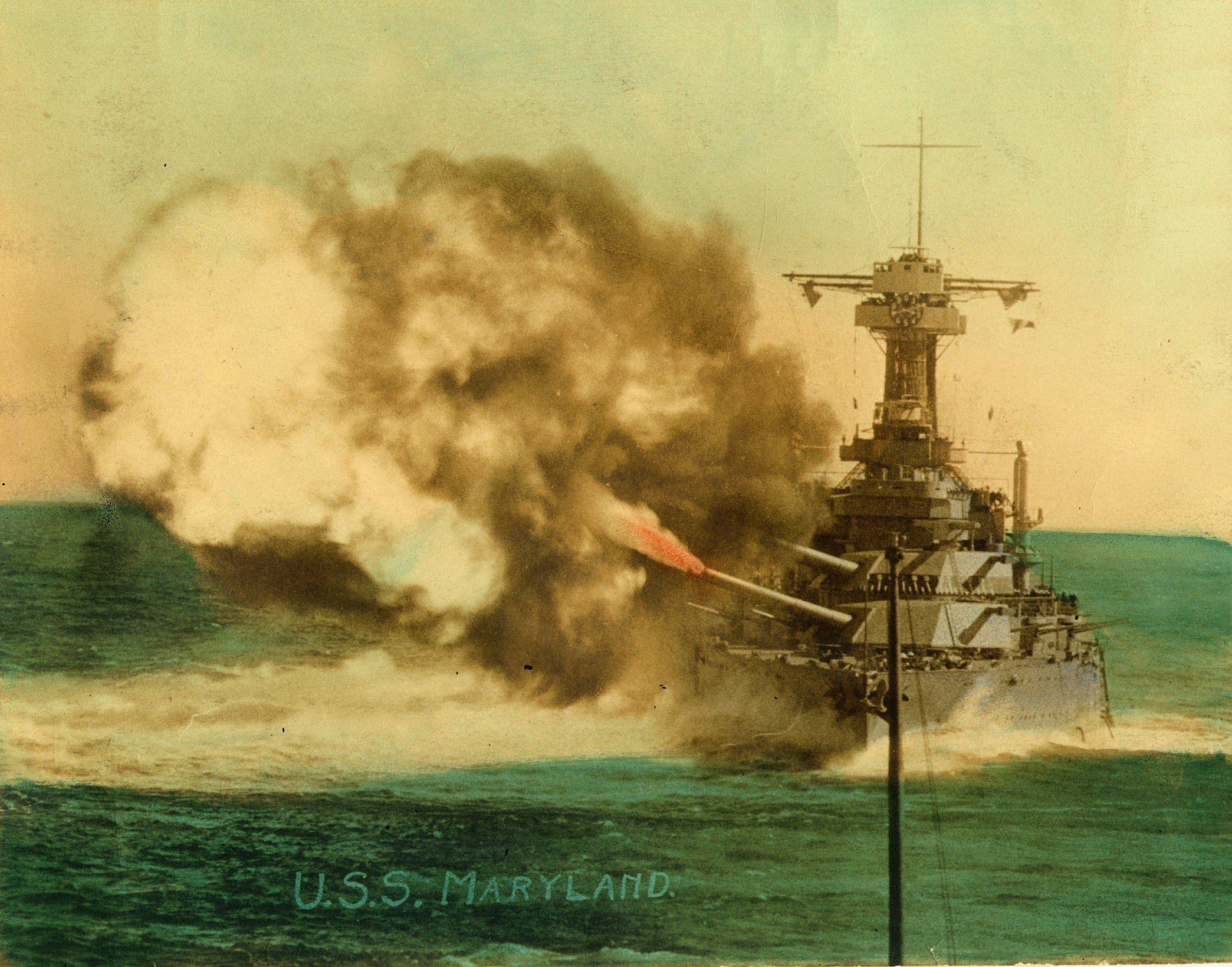
O Maryland durante exercícios de artilharia na década de 1920

O batimento de quilha do Maryland ocorreu em 24 de abril de 1917 nos estaleiros da Newport News Shipbuilding em Newport News, na Virgínia. Foi lançado ao mar em 20 de março de 1920 e batizado por Elizabeth Lee, a esposa de E. Brooke Lee, o Corregedor de Maryland. A embarcação foi comissionada na frota em 21 de julho de 1921. Foi o terceiro navio da Marinha dos Estados Unidos nomeado em homenagem ao estado de Maryland, depois de uma chalupa de guerra de 1799 e um cruzador blindado de 1905.
O navio embarcou em uma viagem pela Costa Leste para seu cruzeiro de testes. Foi pouco depois nomeado como a capitânia do almirante Hilary P. Jones. Passou boa parte de 1922 em funções cerimoniais, indo primeiro para Annapolis, em seu estado homônimo, participar da formatura de estudantes da Academia Naval, e depois para Boston, em Massachusetts, para as celebrações do aniversário da Batalha de Bunker Hill e do Dia da Independência. Fez sua primeira viagem internacional de 18 de agosto a 25 de setembro, quando transportou Charles Evans Hughes, o Secretário de Estado, até o Rio de Janeiro, no Brasil, para a Exposição Internacional do Centenário da Independência. Participou de exercícios de frota no início do ano seguinte e então atravessou o Canal do Panamá, juntando-se à frota da Costa Oeste. Continuou como a capitânia até esta ser transferida em 1923 para o USS Pennsylvania.
Fez outra viagem internacional em 1925, desta vez visitando portos da Austrália e Nova Zelândia. O Maryland transportou o presidente Herbert Hoover em 1928 durante a parte do Pacífico de sua viagem pela América do Sul. A embarcação passou por reformas entre 1928 e 1929, com as alterações incluindo a remoção de seus canhões antiaéreos de 76 milímetros e substituição por oito canhões antiaéreos calibre 25 de 127 milímetros. Pelas décadas de 1920 e 1930 o couraçado participou de uma série de exercícios de treinamento chamados Problemas de Frota, além de outras operações de prontidão. Também realizou várias patrulhas pela década de 1930. O Maryland e os outros couraçados da Frota de Batalha foram transferidos para atuarem a partir de Pearl Harbor, no Havaí, em 1940 devido à ameaça cada vez maior do Japão.

### Segunda Guerra Mundial

#### Pearl Harbor

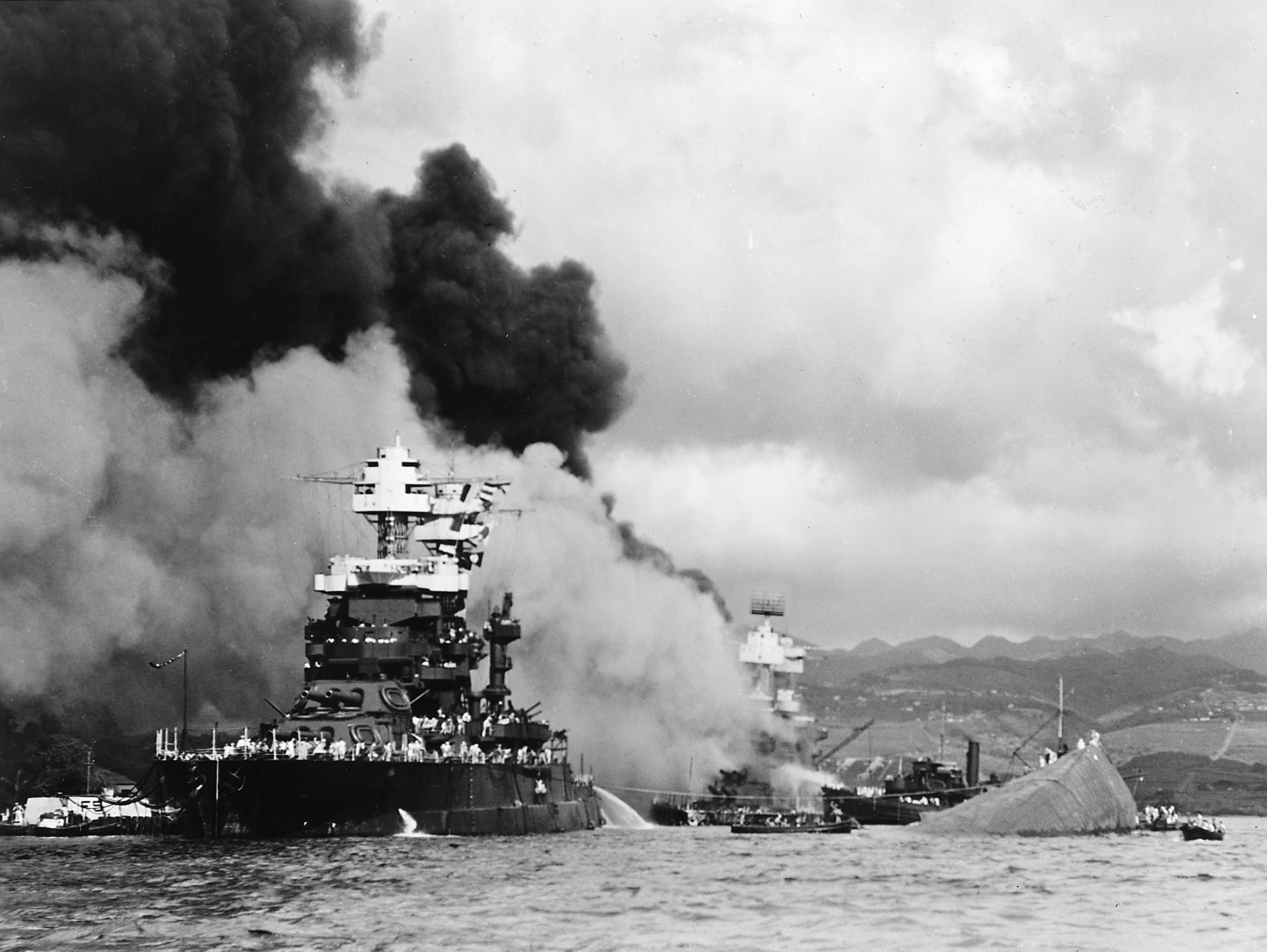
O Maryland ao lado do emborcado Oklahoma em 7 de dezembro de 1941 após o Ataque a Pearl Harbor; o West Virginia está ao fundo em chamas

O Maryland estava ancorado ao lado da Ilha Ford em Pearl Harbor na manhã de 7 de dezembro de 1941. A seu bombordo estava o couraçado USS Oklahoma, com ambos conectados por cordas e um passadiço. À proa estava o USS California e à ré estavam o USS Tennessee e USS West Virginia. Mais à ré ainda estavam o USS Nevada e o USS Arizona. Os sete navios tinham voltado recentemente de manobras. Muitos dos tripulantes do Maryland estavam se preparando para uma licença que começaria às 9h00min ou ainda estavam comendo seu café da manhã quando as primeiras aeronaves japonesas começaram a atacar às 7h55min. O corneteiro do Maryland soou o alarme de posições de batalha assim que as aeronaves foram avistadas e os primeiras ataques ocorreram.
O marinheiro Leslie Short, que estava próximo de sua arma respondendo a cartões postais de natal enviados por familiares, foi o primeiro artilheiro do couraçado a abrir fogo, conseguindo abater um de dois torpedeiros Nakajima B5N que tinham acabado de lançar seu ataque contra o Oklahoma. Este acabou protegendo o Maryland dos ataques de torpedos iniciais e permitiu que ele abrisse fogo com todas as suas baterias antiaéreas. O ataque inicial foi devastador e afundou o Oklahoma, que emborcou rapidamente, mas muitos de seus sobreviventes conseguiram nadar até o Maryland e subir a bordo para ajudar nas suas defesas antiaéreas.
A embarcação foi acertada por dois projéteis de 410 milímetros que foram adaptados pelos japoneses para atuarem como bombas, mas não causaram danos sérios. O primeiro acertou o castelo da proa e criou um buraco de 3,7 por 6,1 metros no convés, já o segundo explodiu 6,7 metros dentro do navio. Este último causou inundações e fez o calado do Maryland aumentar em 1,5 metro. A embarcação continuou a disparar suas armas antiaéreas e também enviou equipes de bombeiros para os outros couraçados, tentando especialmente resgatar os sobreviventes do emborcado Oklahoma. Os artilheiros continuaram a manejar suas armas mesmo depois da partida dos japoneses caso estes voltassem para mais. No total, dois oficiais e dois marinheiros foram mortos.
Os japoneses erroneamente anunciaram que o Maryland tinha sido afundado, porém ele foi libertado apenas alguns depois do ataque e no dia 30 entrou em uma doca seca do Estaleiro Naval de Puget Sound em Washington para passar por reparos, logo depois do Tennessee. Dois de seus canhões calibre 51 de 127 milímetros foram removidos e as armas antiaéreas calibre 25 de 127 milímetros foram substituídas por um número igual de canhões deduplo-propósito calibre 38 de 127 milímetros. A embarcação foi consertada e reformada pelos dois meses seguintes, recebendo novos equipamentos de controle de disparo. Os reparos terminaram em 26 de fevereiro de 1942. O Maryland então realizou cruzeiros de testes em portos da Costa Oeste. Voltou para a ação em junho de 1942, o segundo couraçado danificado em Pearl Harbor a voltar ao serviço.

#### Patrulhas

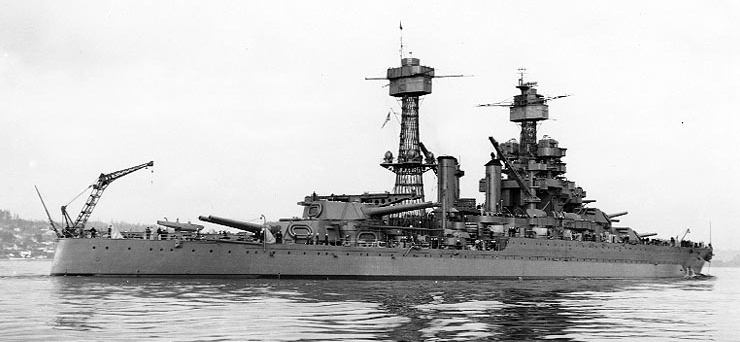
O Maryland no Estaleiro Naval de Puget Sound em 9 de fevereiro de 1942 depois de passar por reparos

O Maryland desempenhou um papel de suporte durante a operação da Batalha de Midway no início de junho. Ele, assim como os outros couraçados norte-americanos mais antigos, não era rápido o suficiente para acompanhar os porta-aviões, assim operou junto com uma frota de reserva que deveria proteger a Costa Oeste. O navio permaneceu de prontidão esperando ser chamado caso sua presença fosse necessária, o que nunca aconteceu. Ele foi enviado para São Francisco, na Califórnia, depois do fim da batalha.
Depois disso o navio ocupou-se com exercícios de treinamentos quase constantes com as Divisões de Couraçados 2, 3 e 4 até 1º de agosto, quando voltou para Pearl Harbor para passar por mais reparos, a primeira vez que voltou para o local desde o ataque japonês em dezembro. Deixou o Havaí no início de novembro junto com seu irmão USS Colorado, seguindo mais para o centro do Oceano Pacífico. As embarcações seguiram para Fiji, onde patrulharam contra alguma possível incursão japonesa. Os dois couraçados atuaram como sentinelas contra avanços japoneses e para impedir quaisquer forças inimigas que pudessem ameaçar a Austrália.
As forças Aliadas partiram para a ofensiva no início de 1943, com o Maryland e Colorado indo em fevereiro para Éfaté, nas Novas Hébridas. Entretanto, o calor intenso mostrou-se ser muito difícil e incômodo para a tripulação. O navio depois foi enviado para Espírito Santo a fim de resguardar qualquer incursão japonesa, mas as chuvas pesadas atrapalharam seu serviço. Os dois couraçados ficaram na Ilha Aore em agosto e então o Maryland voltou para Pearl Harbor a fim de passar por reformas, em que vários canhões antiaéreos Bofors de 40 milímetros foram instalados nos conveses superiores e mastro principal em antecipação para ataques aéreos japoneses em operações futuras.

#### Ilhas Gilbert e Marshall

##### Tarawa
A embarcação deixou o Havaí em 20 de outubro de 1943 e seguiu para o sul do Oceano Pacífico, se tornando a capitânia do contra-almirante Harry W. Hill, o comandante da Força de Ataque Sul para a Campanha nas Ilhas Gilbert e Marshall. Também a bordo estavam o major-general Julian C. Smith, o comandante da 2ª Divisão de Fuzileiros Navais, e o coronel Evans Carlson. O Maryland seguiu para a base em Éfaté, onde uma grande força tarefa estava se reunindo para um ataque contra o atol de Tarawa.
O couraçado abriu fogo às 5h00min de 20 de novembro, destruindo uma bateria costeira no sudoeste de Betio após cinco salvos. Uma hora depois iniciou seu bombardeio litorâneo com o objetivo de enfraquecer as defesas japonesas antes dos desembarques. O Maryland então aproximou-se do litoral a fim de atrair os disparos e localizar posições de artilharia, no processo atacando quaisquer posições, estações de controle, fortificações e instalações que podia avistar. Fuzileiros desembarcaram às 9h00min e enfrentaram uma ferrenha resistência japonesa, assim o Maryland passou a proporcionar disparos de cobertura a fim de eliminar metralhadoras inimigas. Seu hidroavião em seguida começou a dar cobertura para o avanço dos fuzileiros ao mesmo tempo que o navio continuava com a artilharia de suporte. A aeronave acabou danificada e o piloto ferido.
O navio passou os três dias seguintes dando cobertura para a ofensiva em Betio, seguindo então para a vizinha Abemama com o objetivo de proteger os desembarques dos fuzileiros no local. As tropas terrestres enfrentaram pouca resistência vinda de apenas trinta soldados japoneses na ilha, com dois prisioneiros sendo levados para o Maryland. O couraçado deixou Abemama em 7 de dezembro e seguiu para passar por reparos em São Francisco, no caminho fazendo uma rápida parada em Pearl Harbor.

##### Kwajalein

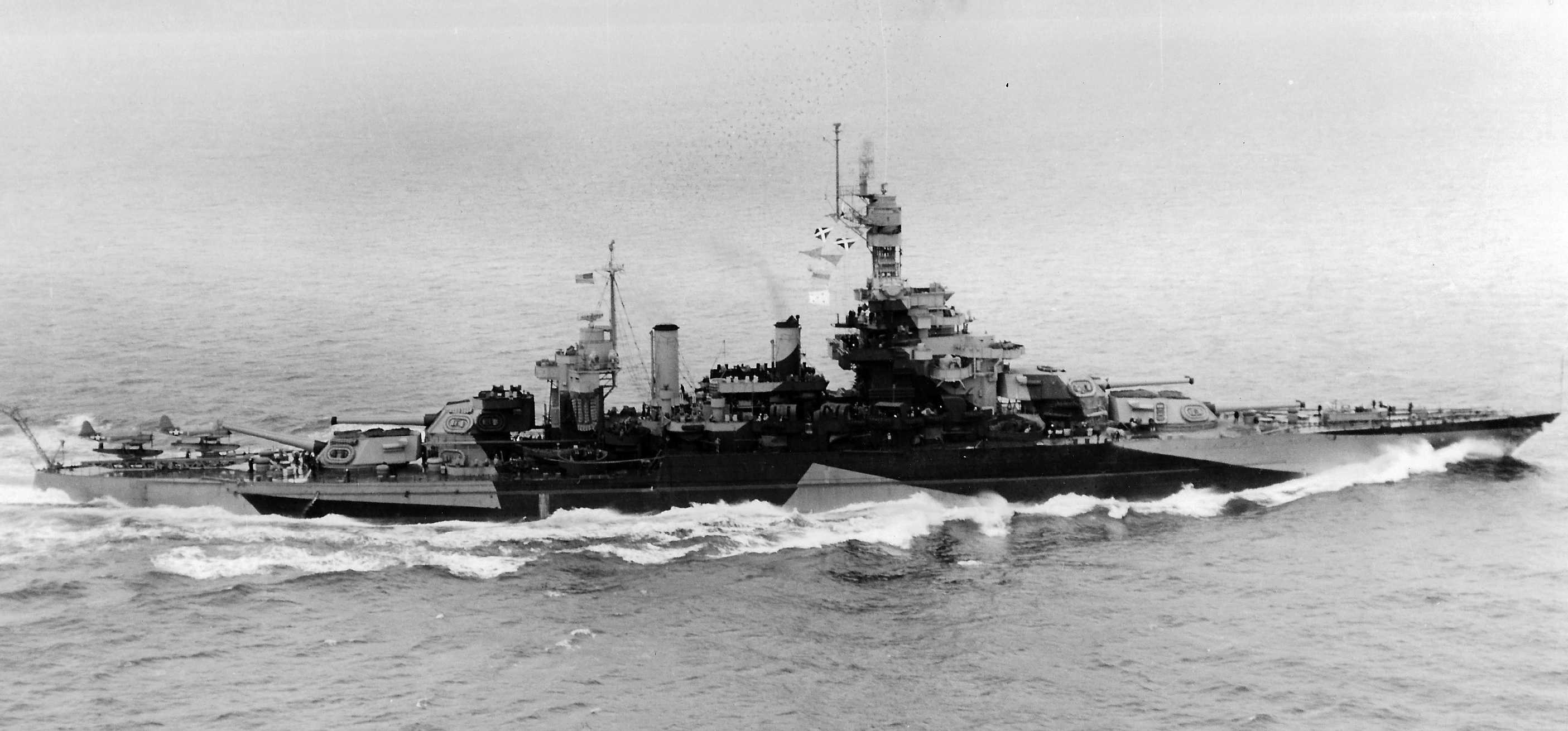
O Maryland deixando o Estaleiro Naval de Puget Sound em 26 de abril de 1944

O Maryland deixou Los Angeles em 13 de janeiro de 1944, se encontrando com a Força Tarefa 53 durante dois dias para reabastecer munição, combustível e suprimentos para novas operações em apoio à Campanha das Ilhas Gilbert e Marshall. O couraçado seguiu no dia 30 de janeiro para dar suporte aos desembarques em Roi-Namur na companhia dos cruzadores rápidos USS Santa Fe e USS Biloxi, mais o cruzador pesado USS Indianapolis, que formaram o Grupo de Suporte Norte da Força Tarefa 35.
Os navios começaram o bombardeio de Kwajalein nas primeiras horas do dia 31. O Maryland destruiu várias armas e fortificações japonesas, disparando tantas vezes que acabou rompendo os revestimentos das armas da primeira torre, deixando-as fora de ação pelo restante do dia. Continuou seus ataques no dia seguinte enquanto as forças terrestres avançavam. Pelas duas semanas seguintes reabasteceu embarcações menores até deixar a área com porta-aviões e contratorpedeiros em 15 de fevereiro, seguindo para o Estaleiro Naval de Puget Sound, onde passou por reformas e teve os canos de seus canhões substituídos.

#### Saipã e Peleliu

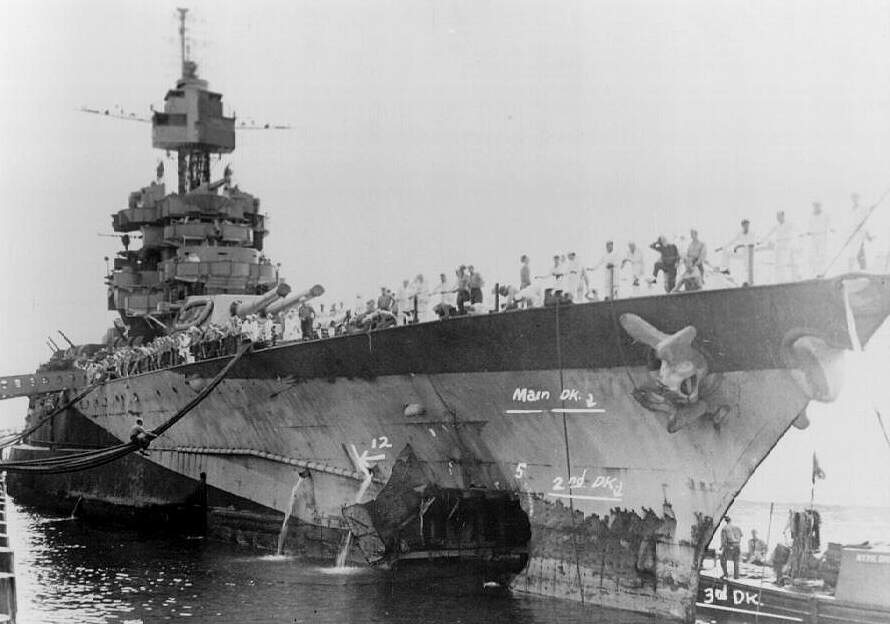
O Maryland em Pearl Harbor com a proa danificada em 10 de julho de 1944

O Maryland voltou ao Oceano Pacífico dois meses depois em 5 de maio, juntando-se à Força Tarefa 52, que realizaria uma invasão da ilha de Saipã. Os bombardeios litorâneos preparatórios para a invasão começaram às 5h45min de 14 de junho. O navio rapidamente destruiu dois canhões costeiros e então passou a bombardear Garapan, destruindo depósitos de munição, posições de artilharia, pequenas embarcações, depósitos, fortificações e edifícios. Depois disso foi bombardear Tanapag, arrasando-a completamente. A invasão começou no dia 15 e o couraçado proporcionou disparos de suporte para as tropas em terra.
Os japoneses tentaram combater os couraçados da força de bombardeio com ataques aéreos. Os artilheiros antiaéreos do Maryland abateram sua primeira aeronave japonesa em 18 de junho, mas quatro dias depois um bombardeiro Mitsubishi G4M voou baixo pelos morros de Saipã e encontrou o Maryland. Ele lançou um torpedo que acertou estibordo da proa, abrindo um enorme buraco. O couraçado deixou a área apenas quinze minutos depois e seguiu para Enewetak, onde passou por reparos temporários para que pudesse fazer a viagem até Pearl Harbor, onde os reparos definitivos seriam realizados. Dois tripulantes morreram no ataque.
Os trabalhadores do estaleiro trabalharam 24 horas por dia e o Maryland foi reparado em 34 dias, partindo em 13 de agosto. Seguiu para as Ilhas Salomão e ficou ancorado nas Ilhas Florida por duas semanas até navegar para as Ilhas Palau em 6 de setembro. Juntou-se ao Grupo de Tarefas 32.5 do contra-almirante Jesse B. Oldendorf. Esta força foi para Peleliu, abrindo fogo em 12 de setembro para dar apoio a operações de draga-minas e equipes de demolição subaquática. A resistência japonesa ruiu quatro dias depois, permitindo que a força de bombardeio litorâneo recuasse no final do mês para as Ilhas do Almirantado.

#### Golfo de Leyte

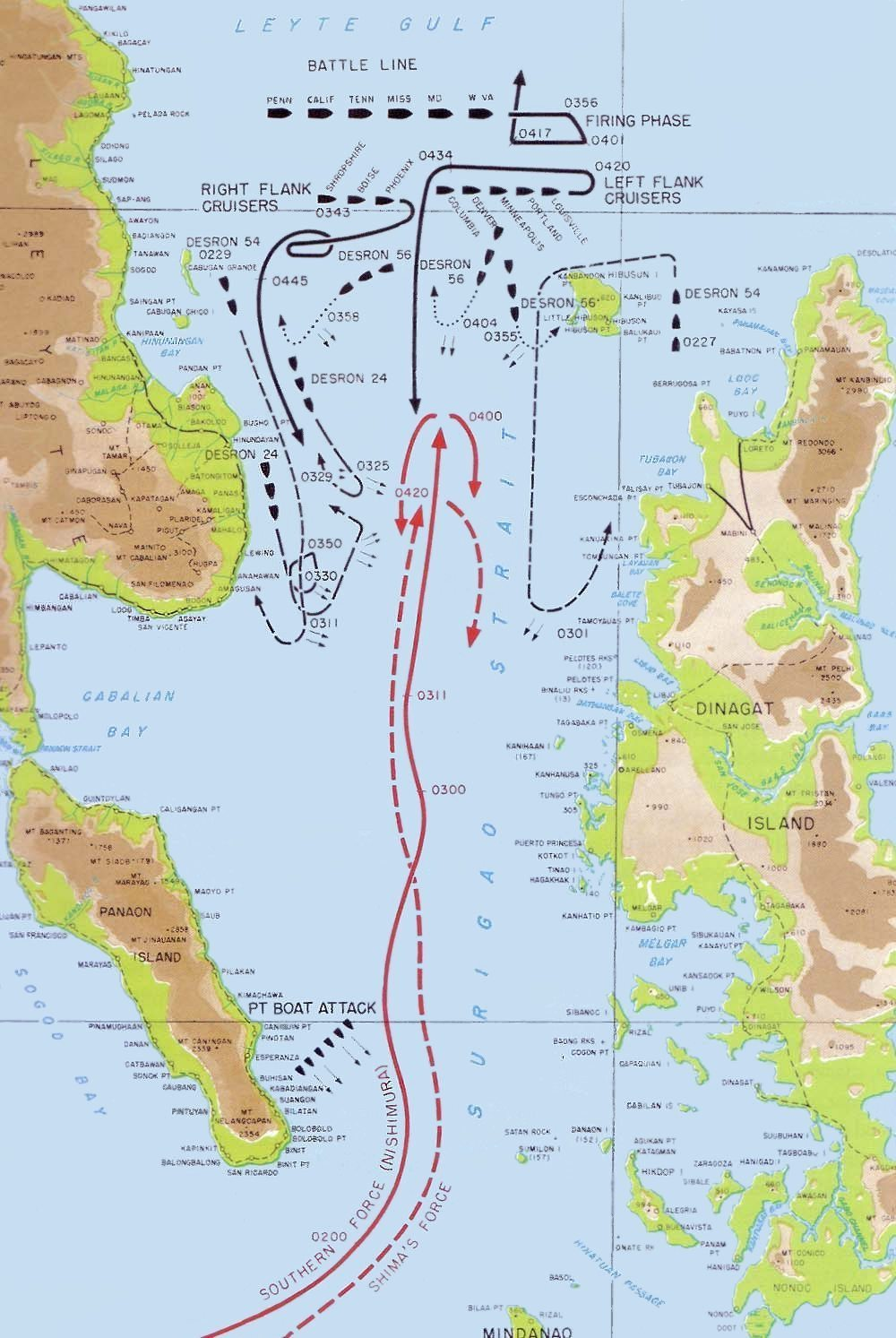
Movimentos das forças norte-americanas (preto) e japonesas (vermelho) na Batalha do Estreito de Surigao em outubro de 1944

O Maryland seguiu para a Ilha Manus, onde foi designado para integrar a Sétima Frota. Esta partiu em 12 de outubro com o couraçado designado para o Grupo de Tarefas 77.2, que era a força de artilharia que daria cobertura para a invasão de Leyte. O Maryland entrou no Golfo de Leyte na manhã de 18 de outubro junto com outros quatro couraçados e vários cruzadores e contratorpedeiros. Assumiu sua posição e iniciou às 10h00min do dia 20 o bombardeio pré-invasão. As praias de desembarque foram asseguradas rapidamente e assim o navio assumiu uma posição de sentinela no golfo com o objetivo de proteger as praias de contra-ataques japoneses vindos do mar.
Forças japonesas lançaram vários ataques aéreos pelos dias seguintes para combater a invasão, incluindo o primeiro uso amplo de kamikazes. Submarinos no Mar da China Meridional avistaram alguns dias depois duas grandes forças japonesas aproximando-se das Filipinas: uma com cinco couraçados indo para o Estreito de San Bernardino e outra com quatro porta-aviões indo para o norte de Luzon.
O Maryland navegou em 24 de outubro para o Estreito de Surigao, no extremo sul do Golfo de Leyte, acompanhado dos courçados West Virginia, Tennessee, California, Pennsylvania e USS Mississippi, mais vários cruzadores, contratorpedeiros e barcos patrulha torpedeiros. Na resultante Batalha do Estreito de Surigao na madrugada do dia seguinte, os couraçados japoneses Yamashiro e Fusō, mais suas escoltas de cruzadores e contratorpedeiros, avançaram para dentro do estreito, porém os norte-americanos estavam à espera e os atacaram a partir das 3h55min. O Fusō foi torpedeado e afundou algum tempo depois, enquanto o Yamashiro foi afundado pelos disparos dos couraçados norte-americanos. As embarcações japonesas sobreviventes fugiram para o Mar de Bohol, onde foram alvos de ataques aéreos.
O navio depois disso ficou em patrulha até o dia 29, seguindo para as Ilhas do Almirantado a fim de reabastecer e então retomando suas patrulhas pelo Golfo do Leyte em 16 de novembro com o objetivo de proteger as forças terrestres de ataques aéreos. Um kamikaze acertou o Maryland em 29 de novembro, caindo entre a primeira e segunda torres de artilharia, perfurando o castelo da proa e os conveses principal e blindado, abrindo um enorme buraco e causando enormes danos e incêndios. Ao todo, 31 tripulantes foram mortos e outros trinta feridos, com seu departamento médico sendo destruído, mas ainda assim pode permanecer operacional. O couraçado manteve suas patrulhas até 2 de dezembro, quando navegou para reparos na companhia de outros dois contratorpedeiros danificados. Chegou em Pearl Harbor no dia 18 e ficou sob reparos pelos dois meses seguintes.

#### Okinawa

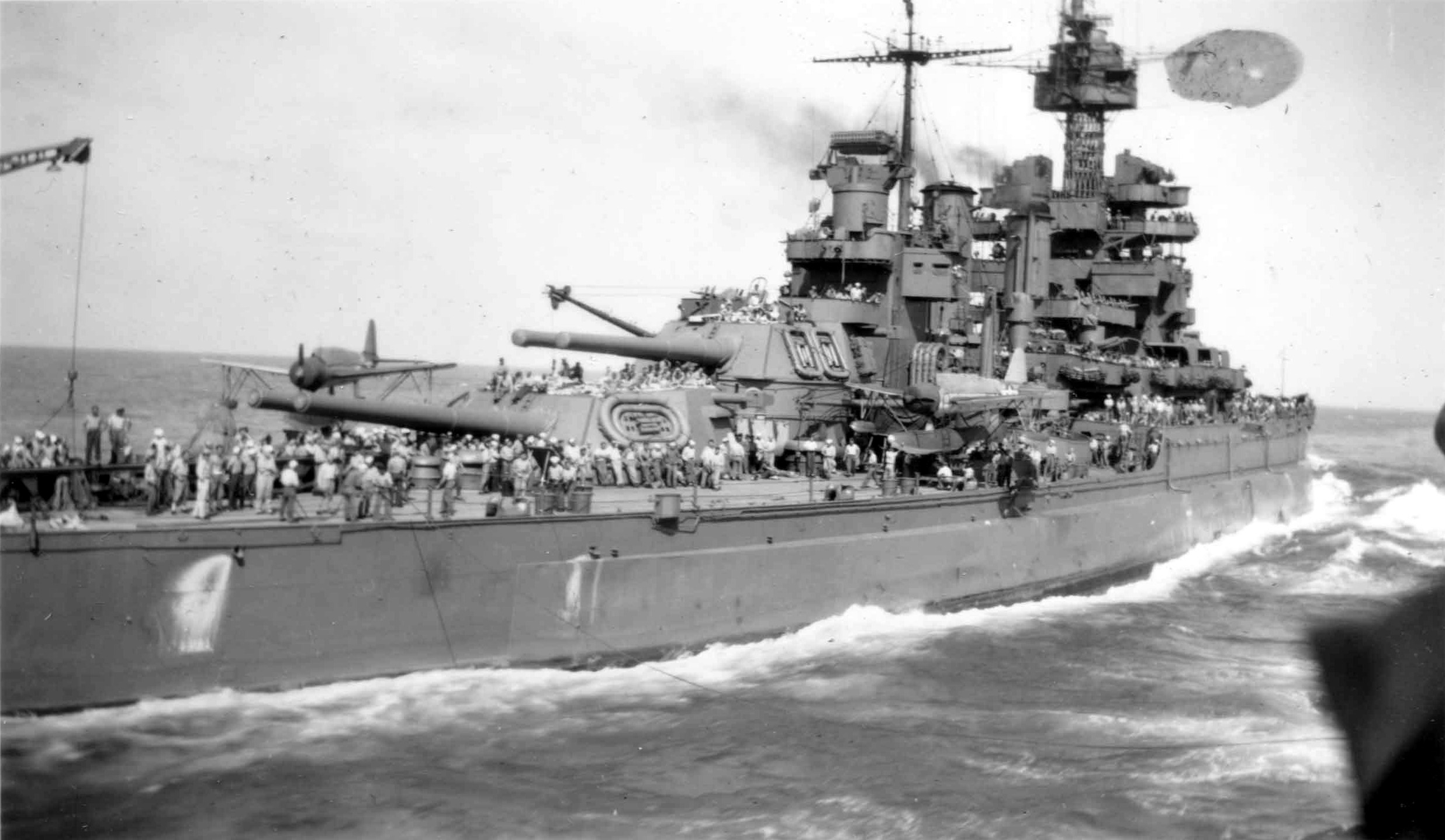
O Maryland no início de 1945

O Maryland retornou para a zona de combates em 4 de março de 1945, chegando em Ulithi no dia 16. Foi designado para integrar a Força Tarefa 54, que estava se preparando para a invasão de Okinawa. A frota partiu para seu objetivo em 21 de março.
O couraçado foi encarregado de atacar alvos no litoral sul de Okinawa em apoio a desembarques que tinham o objetivo de enganar e distrair os defensores japoneses para longe dos desembarques principais que ocorreriam no litoral oeste. Os japoneses responderam com vários ataques aéreos, com dois dos contratorpedeiros próximos do Maryland sendo atingidos por kamikazes, um deles afundando. O navio seguiu para o litoral oeste em 3 de abril a fim de ajudar o cruzador pesado USS Minneapolis na destruição de várias baterias costeiras. Ele permaneceu proporcionando disparos de suporte para as tropas terrestres depois dos desembarques principais.
O Maryland continuou nas funções de suporte até 7 de abril, quando fou para o norte junto com a Força Tarefa 54 a fim de interceptar uma força de superfície japonesa. Estes navios inimigos, incluindo o couraçado Yamato, ficaram sob constantes ataques aéreos vindos de aeronaves de porta-aviões, com seis das dez embarcações sendo afundadas. Um kamikaze carregando uma bomba de 250 quilogramas acertou o Maryland no topo de sua terceira torre de artilharia ao anoitecer. A explosão destruiu montagens de armas de 20 milímetros e iniciou um grande incêndio, com munições de 20 milímetros pegando fogo. Dez tripulantes morreram, 37 ficaram feridos e seis foram declarados como desaparecidos. O couraçado permaneceu na sua posição pela semana seguinte e continuou sua missão de suporte sob mais ataques aéreos. A terceira torre permaneceu utilizável apesar dos danos, porém não disparou mais pelo restante da missão.
A embarcação deixou Okinawa em 14 de abril e foi colocado na escolta de vários navios de transporte. Eles navegaram pelas Ilhas Marianas e Guam até Pearl Harbor, prosseguindo então para o Estaleiro Naval de Puget Sound, onde chegou em 7 de maio para reformas. Todos os seus canhões de 127 milímetros foram removidos e substituídos por dezesseis canhões calibre 38 de 127 milímetros em montagens duplas. A terceira torre de artilharia foi consertada e as acomodações da tripulação melhoradas. Os reparos terminaram no início de agosto e o couraçado partiu para testes marítimos e treinamentos, porém nesse período a guerra terminou com a rendição do Japão.

### Pós-Guerra

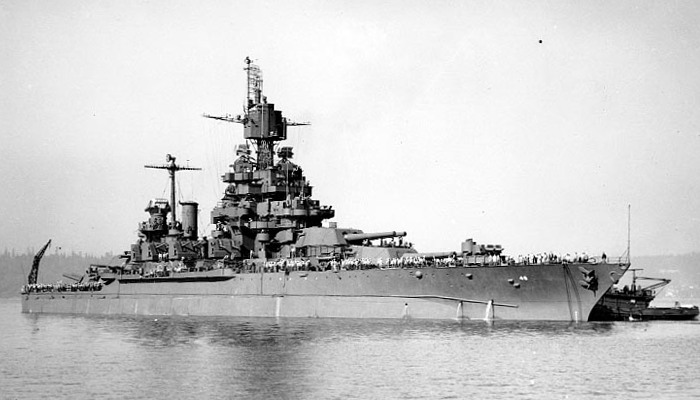
O Maryland em agosto de 1945

O navio foi designado rapidamente designado para a Operação Tapete Mágico, realizando cinco viagens de ida e volta entre a Costa Oeste e Pearl Harbor durante os meses restantes de 1945 transportando mais de oito mil homens de volta para os Estados Unidos. Ele chegou em Seattle, em Washington, pela última vez ao final da Operação Tapete Mágico em 17 de dezembro. Entrou no Estaleiro Naval de Puget Sound em 15 de abril de 1946 com o objetivo de iniciar seu processo de desativação. O couraçado foi descomissionado formalmente em 3 de abril de 1947, permanecendo inativado em Bremerton como parte da Frota de Reserva do Pacífico. Foi removido do registro naval em 1959 e vendido em 8 de julho para a Learner Company de Oakland, na Califórnia, para ser desmontado. Um monumento em homenagem ao Maryland está localizado no terreno da Assembleia Estadual do estado de Maryland, em Annapolis. Foi inaugurado em 2 de junho de 1961 pelo governador J. Millard Tawes e é feito de granito e bronze, incorporando o sino do navio.